# Canton de Beauvais-1
Le canton de Beauvais-1 est une circonscription électorale française située dans le département de l'Oise et la région Hauts-de-France.

## Histoire
Un nouveau découpage territorial de l'Oise (département) entre en vigueur à l'occasion des élections départementales de 2015. Il est défini par le décret du 20 février 2014, en application des lois du 17 mai 2013 (loi organique 2013-402 et loi 2013-403). Les conseillers départementaux sont, à compter de ces élections, élus au scrutin majoritaire binominal mixte. Les électeurs de chaque canton élisent au Conseil départemental, nouvelle appellation du Conseil général, deux membres de sexe différent, qui se présentent en binôme de candidats. Les conseillers départementaux sont élus pour 6 ans au scrutin binominal majoritaire à deux tours, l'accès au second tour nécessitant 12,5 % des inscrits au 1er tour. En outre la totalité des conseillers départementaux est renouvelée. Ce nouveau mode de scrutin nécessite un redécoupage des cantons dont le nombre est divisé par deux avec arrondi à l'unité impaire supérieure si ce nombre n'est pas entier impair, assorti de conditions de seuils minimaux. Dans l'Oise, le nombre de cantons passe ainsi de 41 à 21.
Le canton de Beauvais-1 est créé par ce décret. Il est formé de communes des anciens cantons de Beauvais-Nord-Ouest (4 communes), de Marseille-en-Beauvaisis (1 commune) et de Auneuil (2 communes) et d'une fraction de la commune de Beauvais. Il est entièrement inclus dans l'arrondissement de Beauvais. Le bureau centralisateur est situé à Beauvais.

## Représentation
| Période élective | Période élective | Mandat | Mandat   | Identité          | Nuance | Nuance | Qualité |
| ---------------- | ---------------- | ------ | -------- | ----------------- | ------ | ------ | --- |
| 2015             | 2021             | 2015   | 2021     | Brigitte Lefebvre |        | LR     | Chargée de clientèle Conseillère municipale de Savignies Conseillère départementale déléguée, chargée du tourisme                                                                          |
| 2015             | 2021             | 2015   | 2021     | Charles Locquet   |        | DVD    | Chef d’entreprise et président de la fédération des PME de l’Oise Adjoint au maire de Beauvais Conseiller départemental délégué, chargé de la vie de l'entreprise, innovation et numérique |
| 2021             | 2028             | 2021   | en cours | Brigitte Lefebvre |        | LR     | Conseillère sortante, Première adjointe au maire de Savignies, Déléguée, chargée du Tourisme                                                                                               |
| 2021             | 2028             | 2021   | en cours | Charles Locquet   |        | DVD    | Conseiller sortant, Vice-président chargé du logement, de la politique de la ville et de l’habitat                                                                                         |

### Résultats détaillés

#### Élections de mars 2015
À l'issue du 1er tour des élections départementales de 2015, deux binômes sont en ballottage : Brigitte Lefebvre et Charles Locquet (Union de la Droite, 29,74 %) et Stéphane Ballut et Sandrine Leroy (FN, 29,63 %). Le taux de participation est de 51,44 % (13 201 votants sur 25 662 inscrits) contre 51,32 % au niveau départemental et 50,17 % au niveau national.
Au second tour, Brigitte Lefebvre et Charles Locquet (Union de la Droite) sont élus avec 63,2 % des suffrages exprimés et un taux de participation de 51,74 % (7 499 voix pour 13 278 votants et 25 662 inscrits).

#### Élections de juin 2021
Le premier tour des élections départementales de 2021 est marqué par un très faible taux de participation (33,26 % au niveau national). Dans le canton de Beauvais-1, ce taux de participation est de 28,91 % (7 490 votants sur 25 907 inscrits) contre 32,46 % au niveau départemental. À l'issue de ce premier tour, deux binômes sont en ballottage : Brigitte Lefebvre et Charles Locquet (DVD, 50,1 %) et Thierry Aury et Dominique Clinckemaillie (Union à gauche avec des écologistes, 28,27 %).
Le second tour des élections est marqué une nouvelle fois par une abstention massive équivalente au premier tour. Les taux de participation sont de 34,36 % au niveau national, 32,8 % dans le département et 29,72 % dans le canton de Beauvais-1. Brigitte Lefebvre et Charles Locquet (DVD) sont élus avec 63,19 % des suffrages exprimés (4 487 voix pour 7 700 votants et 25 906 inscrits),,.

## Composition
| Nom                              | Code Insee | Intercommunalité | Superficie (km2) | Population (dernière pop. légale)                | Densité (hab./km2) | Modifier                                    |
| -------------------------------- | ---------- | ---------------- | ---------------- | ------------------------------------------------ | ------------------ | ------------------------------------------- |
| Beauvais (bureau centralisateur) | 60057      | CA du Beauvaisis | 33,31            | Fraction : 34 848 (2022) Commune : 55 906 (2022) | 1 678              | modifier les données · modifier les données |
| Fouquenies                       | 60250      | CA du Beauvaisis | 6,35             | 405 (2022)                                       | 64                 | modifier les données · modifier les données |
| Herchies                         | 60310      | CA du Beauvaisis | 4,41             | 588 (2022)                                       | 133                | modifier les données · modifier les données |
| Milly-sur-Thérain                | 60403      | CA du Beauvaisis | 19,57            | 1 878 (2022)                                     | 96                 | modifier les données · modifier les données |
| Le Mont-Saint-Adrien             | 60428      | CA du Beauvaisis | 7,74             | 648 (2022)                                       | 84                 | modifier les données · modifier les données |
| Pierrefitte-en-Beauvaisis        | 60490      | CA du Beauvaisis | 5,67             | 365 (2022)                                       | 64                 | modifier les données · modifier les données |
| Saint-Germain-la-Poterie         | 60576      | CA du Beauvaisis | 6,02             | 454 (2022)                                       | 75                 | modifier les données · modifier les données |
| Savignies                        | 60609      | CA du Beauvaisis | 9,83             | 926 (2022)                                       | 94                 | modifier les données · modifier les données |
| Canton de Beauvais-1             | 6001       |                  |                  | 40 112 (2022)                                    |                    | modifier les données                        |

Le canton de Beauvais-1 comprend :
1. sept communes,
2. la partie de la commune de Beauvais située au nord d'une ligne définie par l'axe des voies et limites suivantes : depuis la limite territoriale de la commune de Goincourt, cours de la rivière Avelon, rivière de Saint-Quentin, rue Lucien-Lainé, rue du Général-Leclerc, cours Scellier, boulevard Antoine-Loisel, rue Saint-Pierre, rue des Jacobins, rue Pierre-Jacoby, rue de la Madeleine, boulevard Jules-Brière, rue du Thérain, rue du Pont-d'Arcole, rue Louis-Coatalen, rue du Pont-d'Arcole, rue de l'Abbé-Pierre, avenue John-Fitzgerald-Kennedy, ligne de chemin de fer jusqu'à la limite de la commune de Therdonne.

## Démographie
En 2022, le canton comptait 40 112 habitants, en évolution de −0,37 % par rapport à 2016 (Oise : +0,87 %, France hors Mayotte : +2,11 %).
| 2013   | 2018   | 2022   |
| ------ | ------ | ------ |
| 40 509 | 40 673 | 40 112 |